# Scolopocerus uhleri
Scolopocerus uhleri är en insektsart som beskrevs av William Lucas Distant 1881. Scolopocerus uhleri ingår i släktet Scolopocerus och familjen bredkantskinnbaggar. Inga underarter finns listade i Catalogue of Life.